# Unión Patriótica (España)
La Unión Patriótica (UP) fue un partido político español creado por el dictador Miguel Primo de Rivera como partido único de su régimen. Fue presentado en septiembre de 1924 por Primo de Rivera como el sustituto de todos los partidos políticos.
La Unión Patriótica fue un partido personalista ligado al mantenimiento del régimen dictatorial y a la figura de su líder. En este sentido fue «un partido gubernamental organizado desde el poder» que «se esforzó en movilizar a los sectores más tradicionales de la pequeña burguesía y el campesinado. Con este propósito hizo un amplio uso de la propaganda y fabricaba constantes manifestaciones de lealtad y apoyo al régimen y, especialmente, al propio Primo de Rivera». Anticipó alguno de los elementos que iban a caracterizar a la extrema derecha española de los años de la Segunda República, como el rechazo al liberalismo y a la democracia.

## Historia

### Fundación
Algunos meses después de la instauración de la dictadura de Primo de Rivera en septiembre de 1923, el dictador comenzó a fraguar la idea de que no era suficiente para «regenerar» el país poner fin a la «oligarquía» y «descuajar el caciquismo», como se había propuesto, sino que también era necesaria una «política nueva», que se apoyara en «gentes de ideas sanas» y en los hombres «de buena fe» que formarían un «partido político, pero apolítico, que ejerce una acción político-administrativa». Una fuerza política que no definiera los objetivos ni las políticas a aplicar, sino que se hiciera cargo de la administración del Estado llevando a la práctica el lema regeneracionista de «menos política, más administración».

Como punto de partida para construir la nueva organización política, Primo de Rivera primero pensó en La Traza, un grupúsculo barcelonés imitador del fascismo, apoyado por el general Eduardo López Ochoa, que tras el golpe cambió su denominación por la de Partido Somatenista Español y posteriormente por Federación Cívico-Somatenista. Sin embargo, tras su viaje a Italia en noviembre de 1923, Primo de Rivera descartó la opción tracista —sus miembros fueron obligados a ingresar en la Unión Patriótica en abril de 1924— y se decantó por la segunda opción, las organizaciones promovidas por la derecha católica y que darían nacimiento a la Unión Patriótica Castellana (UPC), una fuerza política que intentaba seguir los pasos del católico Partido Popular Italiano. Así pues, para la constitución del partido único del régimen el dictador echó mano de una formación política en gestación que venía del mundo católico antiliberal y antidemocrático no carlista, más concretamente del vinculado a la Asociación Católica Nacional de Propagandistas que encabezaba Ángel Herrera Oria, y que precisamente había sido la organización que había impulsado las primeras «uniones patrióticas» con el fin de constituir el gran partido de la derecha católica en España.

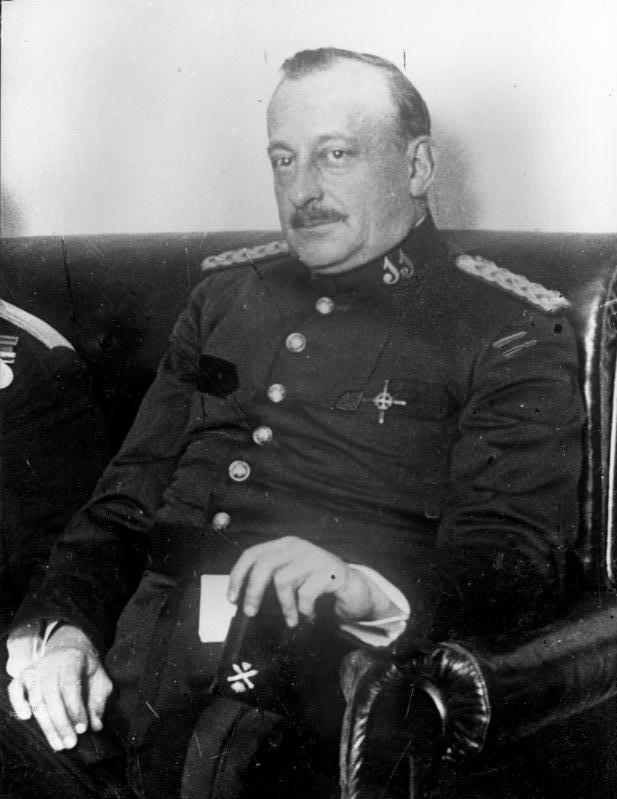
El general Miguel Primo de Rivera, que tomó el poder en España tras un golpe de Estado en 1923. En torno a él y su figura giraba la actividad política de la Unión Patriótica.

El Círculo Católico Agrario de Valladolid lanzó el manifiesto fundacional de la Unión Patriótica Castellana (UPC) el 13 de noviembre de 1923 y al mes siguiente se adhirieron a él las «uniones patrióticas» de Ávila, Burgos y Palencia, y fuera de la actual comunidad autónoma de Castilla y León, de Sevilla. En marzo de 1924 se fundaron uniones en Segovia, Logroño, Toledo y Cádiz, a las que siguieron en abril las de Valencia, Ciudad Real, Badajoz, Santander y Madrid. Su primer presidente fue el profesor católico Eduardo Callejo, muy próximo a Ángel Herrera Oria, fundador y promotor de la Asociación Católica Nacional de Propagandistas. Su ideario inicial era un catolicismo tradicionalista y corporativista, defensor de la propiedad y de los valores agrarios.
Al parecer, fue a principios de abril de 1924 cuando Primo de Rivera tomó la decisión de hacerse con el control de la UPC, para construir a partir de ella el partido único del nuevo régimen. El 5 de abril de ese mismo año escribió una circular a los delegados gubernativos en la que les incitaba a «unir y organizar a todos los hombres de buena voluntad a fin de prepararles para cuando el Directorio haya realizado su misión». Diez días después Primo de Rivera trazaba las líneas básicas de su proyecto: construir un «partido político pero que en el fondo es apolítico en el sentido corriente de la palabra», que intentaría «unir y organizar a todos los españoles de buena voluntad» e «ideas sanas» en los principios de la «religión, patria y monarquía» —muy cercanos al trilema carlista Dios, patria y rey—. En consecuencia, la nueva organización no tendría ideología, sería incompatible con la Constitución de 1876, vigente hasta entonces, y su papel consistiría en «excitar el espíritu de ciudadanía con objeto de que las Uniones lleguen a formar una mayoría parlamentaria en la cual pueda confiar el rey y que sea el primer paso para la normalidad constitucional».
El 25 de abril Primo de Rivera comunicó en una circular a los gobernadores civiles y a los delegados gubernativos que el nuevo gran partido «apolítico» se llamaría Unión Patriótica y les pedía que invitaran «a los ciudadanos a organizar el nuevo partido, a constituir juntas locales y provinciales». El 29 les dio instrucciones «para organizar las nuevas huestes ciudadanas» creando comités «upetistas» y muchos de ellos fueron designados para formar los nuevos ayuntamientos según la normativa del Estatuto Municipal de 1924 recién aprobado. En consecuencia, la UPC en la Asamblea celebrada el 14 de mayo en Medina del Campo decidió abandonar su apelativo de Castellana y pasó a llamarse Unión Patriótica.

### Desarrollo
Durante el verano de 1924 se llevó a cabo una amplia campaña de captación de afiliados entre los «hombres neutros y honrados» dirigida por los gobernadores civiles. Estos recibieron la orden a fines de agosto de que en un plazo máximo de tres meses debían estar constituidos todos los comités locales. Sin embargo, antes de la constitución del Directorio civil en diciembre de 1925 no se creó ninguna estructura superior a la provincial, por lo que la coordinación a nivel nacional fue una tarea exclusiva de los gobernadores civiles que rendían cuentas ante el Ministerio de la Gobernación. Así pues, la Unión Patriótica fue un partido «organizado desde el poder y por el poder», como  escribió el ministro de la dictadura José Calvo Sotelo.
El 15 de octubre de 1925 el dictador Primo de Rivera anunció que había terminado la fase constituyente de la Unión Patriótica (UP) y varias semanas después algunos miembros de la UP eran incluidos en el Directorio civil. A principios de julio de 1926 se celebró en Madrid la Asamblea Nacional de Uniones Patrióticas en la que se aprobaron los estatutos del partido y se eligieron a los miembros de los órganos del mismo, que desde su nacimiento en 1924 aún no se había dotado de una estructura que superara el ámbito provincial. Primo de Rivera fue ratificado como jefe nacional y se nombró un Consejo Directivo Nacional.
Pocos meses después, en febrero de 1927, Primo de Rivera ordenó a los gobernadores civiles, un tercio de los cuales eran miembros de la UP, que nombraran a upetistas para los cargos de los ayuntamientos y de las diputaciones —en octubre de 1928 se estableció que constituyeran las cuatro quintas partes—, lo que fue visto con desconfianza por algunos de los miembros más destacados del Directorio civil. José Calvo Sotelo le advirtió a Primo de Rivera que «los partidos políticos, cuando se organizan desde el poder y por el poder, nacen condenados a la infecundidad por falta de savia». Eduardo Aunós recordaría más adelante «el tono grisáceo, en sus mejores partes, y turbio en las restantes, que tuvo fatalmente el partido único de la Unión Patriótica», debido a que se afiliaron a la UP «infinidad de elementos» de los partidos del turno desalojados del poder que «corrían a alistarse en las huestes del vencedor, porque lo único que les interesaba era estar siempre en auge». Un hecho que advirtió el propio Primo de Rivera cuando ordenó que se realizara una selección de los afiliados para que la UP no se convirtiera en una «agencia de ventajas y colocaciones», pero que surtió pocos efectos, ya que, sobre todo en Andalucía, los miembros de los antiguos partidos constitucionales, especialmente los conservadores, y sus redes caciquiles se pasaron en masa al «upetismo» y ocuparon las jefaturas provinciales y locales y las Juntas Asesoras. Fue el caso, por ejemplo, de José Yanguas Messía, antiguo diputado conservador por Linares, que llegó a presidir la Asamblea Nacional Consultiva.
En cuanto al número de afiliados, el máximo se alcanzó en julio de 1927 con 1 319 428, según las cifras oficiales, y a partir de esa fecha descendió hasta situarse a finales de 1929 entre los 600 000 y los 700 000. Según González Calleja, un dato revelador de la «tibia acogida que tuvo el proyecto movilizador primorriverista entre la población española» fue la modesta tirada que alcanzó el diario de la UP y del régimen La Nación (50 000 ejemplares en 1927).
Según Eduardo González Calleja, «la convocatoria de la Asamblea Nacional Consultiva en septiembre de 1927 y la elaboración del proyecto de Constitución supusieron la ruptura definitiva de la dictadura con el sistema parlamentario, provisionalmente suspendido cuatro años antes. Desde entonces, la UP rechazó los ideales de la Constitución de 1876 y optó por la implantación de un sistema corporativo, acentuando su antipoliticismo, su antiparlamentarismo, su antirregionalismo y su centralismo».

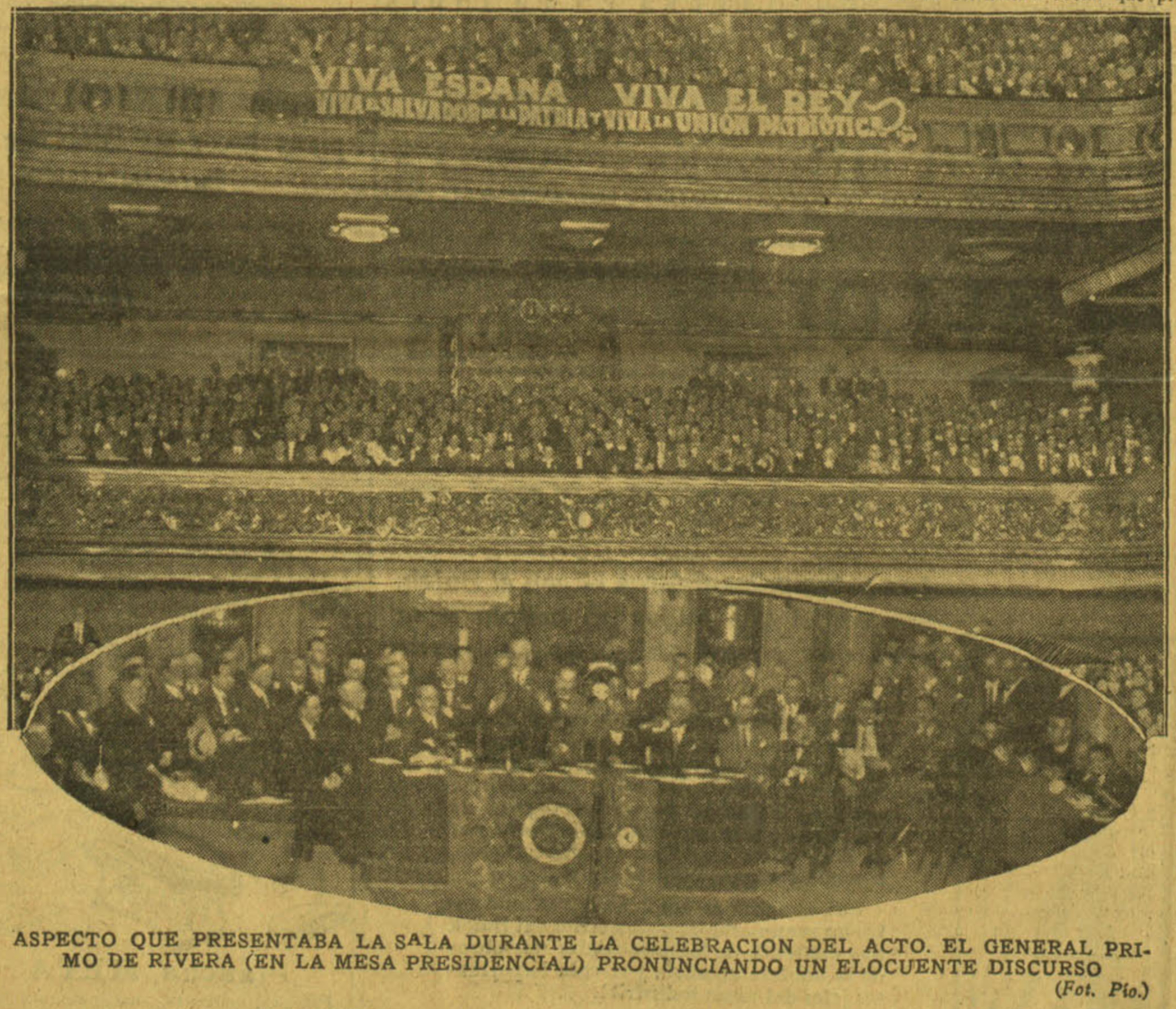
Mitin de la Unión Patriótica en el Palacio de la Música de Madrid celebrado el 1 de julio de 1928

Desde entonces la UP se convirtió en un mero instrumento de propaganda del régimen, siempre dispuesta a acatar las órdenes de su jefe nacional —como la multitudinaria manifestación celebrada en Madrid el 13 de septiembre de 1928 en su apoyo—. En febrero de 1929 Primo de Rivera la convirtió también en una organización parapolicial en defensa del régimen al atribuirle funciones de investigación e información en colaboración con el Somatén, constituyendo ambos una especie de «liga patriótica». Cuando se produjo el rechazo al proyecto de Constitución presentado en julio de 1929, la UP organizó una campaña por toda España en su defensa —que incluía ataques a la Constitución de 1876— cuyo acto más destacado fue el gran mitin celebrado en el cine Monumental de Madrid a mediados de septiembre de ese año.

### Declive y desaparición
Tras haber aceptado el rey su dimisión, el general Primo de Rivera anunció antes de salir de España que «los ex ministros de la Dictadura publicarán un manifiesto, dirigido al país, que yo reputo de gran eficiencia. Creo que si estos ex ministros acuden a las elecciones sacarán más votos que ninguna otra organización política». El 10 de febrero el periódico La Nación, que había sido el órgano oficioso de la Dictadura, publicó una nota de Primo de Rivera en la que este daba libertad a los afiliados a la Unión Patriótica a integrarse en otras organizaciones «siempre que no sean opuestas al credo, fines y normas de conducta de esta» y asignaba a UP la tarea de preparar a la gente para actuar en política «de un modo abstracto, dentro siempre de nuestro lema: Patria, Religión y Monarquía». La nota concluía diciendo: «Es, pues, el momento de afirmar nuestra fe en los principios originarios: recia y sana formación de la ciudadanía en el exaltado amor a España, en la fervorosa devoción a Dios y su Iglesia y en la adhesión a la forma de gobierno monárquica, como hija de la tradición y del derecho nacionales».
La persona designada por Primo de Rivera para dirigir la nueva organización impulsada por los exministros de la dictadura fue el conde de Guadalhorce. Su finalidad principal sería defender la obra de la dictadura. Así lo expuso José Calvo Sotelo el 8 de febrero, tras haberse reunido con el rey Alfonso XIII acompañado de José Yanguas Messía y de Eduardo Callejo de la Cuesta: «Existe una obra realizada por la Dictadura que es preciso defender y sostener... como el problema de Marruecos, los Estatutos provincial y municipal, la consolidación del presupuesto, el mantenimiento del principio de autoridad y el fomento de las obras públicas».
Sin embargo se produjo una rápida descomposición de la UP y el 7 de marzo de 1930 el Consejo Directivo Nacional dio permiso a los afiliados para que se incorporaran a otros partidos, siempre y cuando su ideario no fuera incompatible con el upetismo. Un mes después se celebró una Asamblea Nacional en Madrid en la que la mayoría de los delegados pidieron la disolución del partido, y muchos se integraron en la nueva Unión Monárquica Nacional, formada por exmiembros del Directorio civil, y que heredó la estructura de la UP.

## Ideología
Primo de Rivera definió la Unión Patriótica (UP) como «un partido central, monárquico, templado y serenamente democrático». Uno de sus principales ideólogos, el escritor José María Pemán —que en 1929 publicó El hecho y la idea de la Unión Patriótica—, se preocupó de distinguirlo del fascismo y afirmó que el Estado que defendía la Unión Patriótica era el «tradicional socialcristiano», y que además renegaba del sufragio universal que consideraba «un gran error». En el partido se integraron personas procedentes de la derecha tradicional católica (antiliberal y antidemocrática), del «maurismo» y de otros sectores conservadores, «apolíticos» de todo tipo y también simples oportunistas.
A partir de la constitución del Directorio civil en diciembre de 1925 se hizo evidente la ruptura de la UP con los principios del liberalismo, vinculándose, según Eduardo González Calleja, «con las corrientes más significativas de la derecha radical europea» y recurriendo a «los tópicos más caros al conservadurismo tradicionalista español: identificación de la nación con la monarquía y el catolicismo, idea organicista y no igualitaria del hecho nacional y crítica de la alianza entre la Monarquía y el liberalismo concertada durante la Restauración», así como a «los clásicos principios del pensamiento burocrático castrense: militarismo fundamentado en un nacionalismo básico tradicional...; antiparlamentarismo y antipoliticismo; defensa de los valores inherentes al profesionalismo militar (orden, disciplina, jerarquía y autoridad); autoritarismo...; anticomunismo primario, centralismo, apoyo a la familia como célula principal de la nación y defensa de la propiedad privada como institución de derecho natural».
Sin embargo, como también apunta González Calleja, «la UP nunca elaboró una formulación doctrinal coherente» —«aunque primó un básico conservadurismo con tintes corporativos, antiparlamentarios y autoritarios»— y se presentó como una organización "apolítica" y "antipartidista", como un "partido matriz" de futuros partidos dispuestos a regenerar España —una «madre de partidos», como definió Primo de Rivera a la UP en febrero de 1925—.
En cuanto al debate abierto por el hispanista israelí Shlomo Ben Ami al considerar que la ideología de la UP contenía ya las ideas básicas del «fascismo español» de la década siguiente, Eduardo González Calleja afirma que si bien es cierto que estas aparecen («negación del capitalismo y del liberalismo, miedo al socialismo, apuesta por un Estado corporativo»), el upetismo «como movimiento creado por el poder, nunca cuestionó el sistema socioeconómico imperante, a pesar de que postulase la realización de unas reformas en sentido corporativo y estatalizador. Además, a diferencia de otros partidos fascistas o populistas (como el peronismo), la UP no emprendió estas reformas ni movilizó a la sociedad para su consecución, sino que fue el oportuno comparsa sin iniciativa para un régimen dictatorial de derechas que apenas esbozó un proyecto de desmantelamiento del sistema liberal. Sólo en este sentido de alternativa antidemocrática se puede reconocer a la UP como precursora del fascismo español».
Por su parte, José Luis Rodríguez Jiménez destaca que «el partido contenía ya elementos que iban a ser fundamentales en la mayor parte de las futuras organizaciones de extrema derecha: un rechazo frontal del parlamentarismo y de los partidos políticos, la asignación a las Fuerzas Armadas de una función vigilante sobre la evolución de la vida política y social, un vago corporativismo, un nacionalismo españolista y una interpretación centralista de la administración territorial del Estado». Este historiador señala además que «en el discurso de la Unión Patriótica se perciben elementos nostálgicos y reaccionarios tomados del tradicionalismo y del nacionalismo conservador español (las llamadas a la unidad territorial y espiritual)», así como del maurismo.

## Características

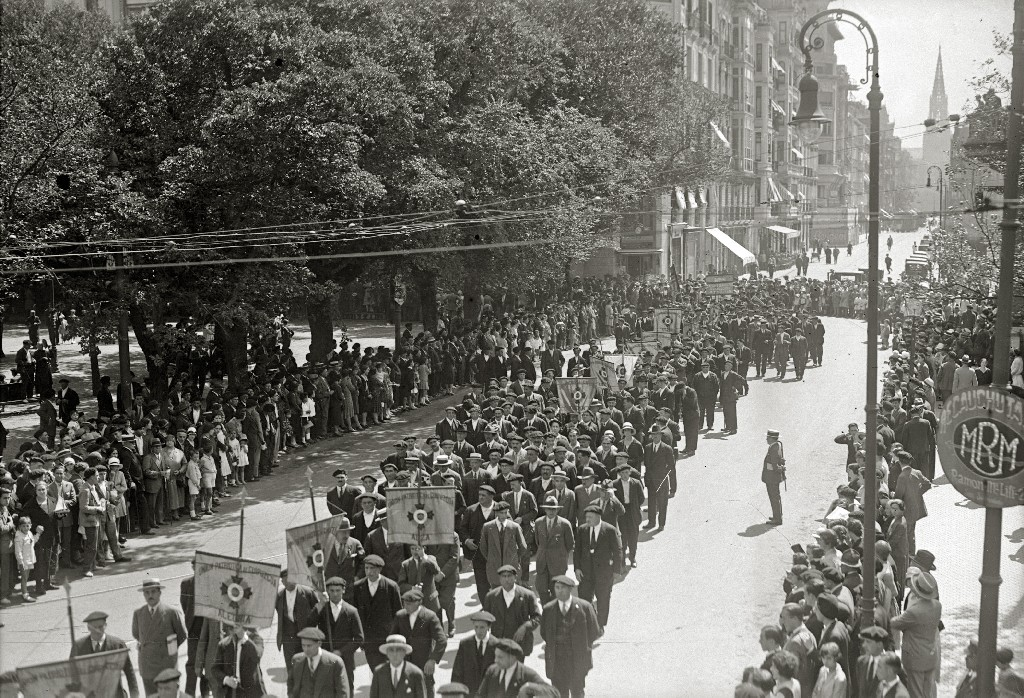
Recepción a Miguel Primo de Rivera en San Sebastián con banderas de la Unión Patriótica de Guipúzcoa

La base de la Unión Patriótica fue fundamentalmente local y provincial, y la Junta Directiva Nacional creada en 1926 nunca tuvo unas funciones muy precisas. Más importante como aglutinante del partido fue el papel del diario La Nación, el órgano de prensa de la Unión Patriótica sostenido con fondos de la Administración.
En la Asamblea Nacional de Uniones Patrióticas celebrada a principios de julio de 1926 en Madrid se dotó a la Unión Patriótica de una estructura nacional. Primo de Rivera fue ratificado como jefe nacional y se nombró un Consejo Directivo Nacional, compuesto por un vicepresidente, José Gabilán, un secretario general, Luis Benjumea substituido luego por Gabriel Aristizábal, y ocho vocales, cuatro elegidos por la Junta Directiva Nacional, y cuatro por el jefe nacional. La Junta Directiva Nacional, «remedo del Gran Consejo del Fascismo» según Eduardo González Calleja, estaba integrada por el presidente, el vicepresidente, el secretario general, los 50 jefes provinciales de la UP y 21 personas designadas directamente por Primo de Rivera. Pero lo cierto fue que tras la Asamblea este organismo solo se reunió una vez, en octubre de 1927. A nivel provincial y local se reproducía la misma estructura con un jefe provincial o local, con su correspondiente Junta Asesora, la mitad de cuyos miembros eran elegidos por él, pero en realidad quienes controlaban la organización provincial de la UP seguían siendo los gobernadores civiles que eran quienes decidían los nombramientos del jefe provincial y de los jefes locales.
Por otro lado, la eficacia de la Unión Patriótica en el «descuaje del caciquismo» fue en realidad reducida, porque «incorporó en sus filas a muchos antiguos caciques y permitió la creación de nuevos cacicazgos», como en el caso de la provincia de Cádiz, cuna de Primo de Rivera, «donde la práctica totalidad de los caciques tradicionales se integraron en la Unión Patriótica».

## Órganos de expresión
A inicios de la década de 1930 la Unión Patriótica poseía una importante red de periódicos, si bien muchos de ellos eran semanarios y pocos alcanzaban la categoría de diarios. Los periódicos más relevantes fueron La Nación en Madrid, La Razón en Barcelona, el Diario Regional en Linares, La Voz en Córdoba, Teruel, etc.

## Legado
La Unión Patriótica no sobrevivió al régimen que la había creado, «sin embargo, el influjo de la UP superó con creces su desaparición: en su seno surgieron o se desarrollaron ideas corporativistas y autoritarias que luego quedaron plasmadas en el ideario de grupos como la Unión Monárquica Nacional, Partido Nacionalista Español, Acción Popular, Renovación Española, CEDA, Falange Española o la revista Acción Española. Fue, en definitiva, un vivero de futuros dirigentes de los partidos derechistas durante la República, y propició una convergencia de las posiciones de grupos en principios tan irreconciliables como alfonsinos y carlistas, que pronto establecerían una alianza táctica de carácter antirrepublicano», afirma Eduardo González Calleja.